# Chaucer-stanza
A Chaucer-stanza vagy Rhyme royal egy hétsoros versszak, a régies angol neve Rime royal. A „királyi rím” elnevezést a The Kingis Quair (A király könyve) című versről kapta, amelyben ez a versszak használatos. Úgy vélik, hogy a verset I. Jakab skót király (1393?–1437) írta (valószínűleg 1424-ben).
Azért hívják Chaucer-stanzának, mert angol nyelven Geoffrey Chaucer angol költő (1340?–1400) használta elsőként a Complaint unto Pity című versében. Troilus-strófának is nevezik, mert Chaucer a Troilus és Cressida című művében is alkalmazta.

## A versformáról
A Chaucer-stanza hét sorból, jambikus pentameterekből álló versszak, a rímképlete ababbcc. Az utóbbinak kétféle megosztása lehetett az általános:
- egy hármas és két páros rím: a-b-a, b-b, c-c,
- egy négyes és egy hármas rím: a-b-a-b, b-c-c.

Mivel többféle variációs lehetőséget ad, hosszabb elbeszélő költeményeknél kedvelték, ezért a középkor egyik általános elbeszélő rímképlete volt.

## Az előfordulásáról
Geoffrey Chaucer, többek között a következő műveiben használta a Rhyme royalt: Troilus és Cressida, A madarak törvényszéke, valamint a Canterburyi mesék egyes részeiben. Vagy a francia költészetből – egyes források szerint Guillaume de Machaut-tól (1300 körül – 1377) – vette át, vagy az olasz ottava rimából adaptálta, amely nyolcsoros versszak, de Chaucer az ötödiket kihagyhatta.
Később, a 15. és a 16. században – Chaucer hatására – sokan alkalmazták, például John Lydgate, Robert Henryson, Thomas Wyatt, Alexandre Barclay, Edmund Spenser és William Shakespeare is a Lukrécia elrablásában. Spenser (1552 körül – 1599) a saját strófáját, a Spenser-stanzát a Rhyme royalból alakította ki.
A következő évszázadokban ez a fajta versszak kiment a divatból, a 19. században – a középkor újrafelfedezésével – jelent meg újból, de ebből az időszakból rendkívül ritka az olyan mű, amely Rhyme royalban íródott (William Wordsworth, William Morris és Emma Lazarus).
It comes not in such wise as she had deemed,
Else might she still have clung to her despair.
More tender, grateful than she could have dreamed,
Fond hands passed pitying over brows and hair,
And gentle words borne softly through the air,
Calming her weary sense and wildered mind,
By welcome, dear communion with her kind….
(Emma Lazarus, Epochs IV, Sympathy)
A 20. században is használták néhányan, például John Masefield, W. H. Auden és W. B. Yeats.